# Walkerszeller Bach
Der Walkerszeller Bach, am Oberlauf Herrengraben genannt, ist der rechte und westliche Neben-Oberlauf des Banzerbachs im Gebiet des Marktes Pleinfeld im mittelfränkischen Landkreis Weißenburg-Gunzenhausen.

## Verlauf
Der Bach entspringt gut einen Kilometer nordwestlich von Dorsbrunn am Fuß der Sommerleite auf einer Höhe von etwa 428 m ü. NHN. Er fließt erst auf Dorsbrunn zu, vor dem er einen westlichen Zufluss aufnimmt, der seinem eigenen Oberlauf bis hierher in Länge und Einzugsgebiet nahekommt. Dann passiert er auf Westlauf in etwas Abstand nördlich erst Dorsbrunn, dann der Ort Walkerszell, nach der er benannt ist. Von der dortigen Bachbrücke an läuft etwa anderthalb Kilometer lang die Kreisstraße WUG 3 dicht am linken Ufer. Kurz nach diesem Abschnitt unterquert er die aus dem Buxbachtal oberhalb kommende Staatsstraße 2222 und fließt schließlich auf einer Höhe von 386 m ü. NHN am Südrand von Sankt Veit mit dem linken Buxbach auf dessen Hauptstrang zum Banzerbach zusammen. Dieser läuft dann etwa in der Zuflussrichtung seines längeren und einzugsgebietsreicheren Oberlaufs südöstlich weiter.